# 横滨美术馆
35°27′25″N 139°37′50″E / 35.457076°N 139.630558°E

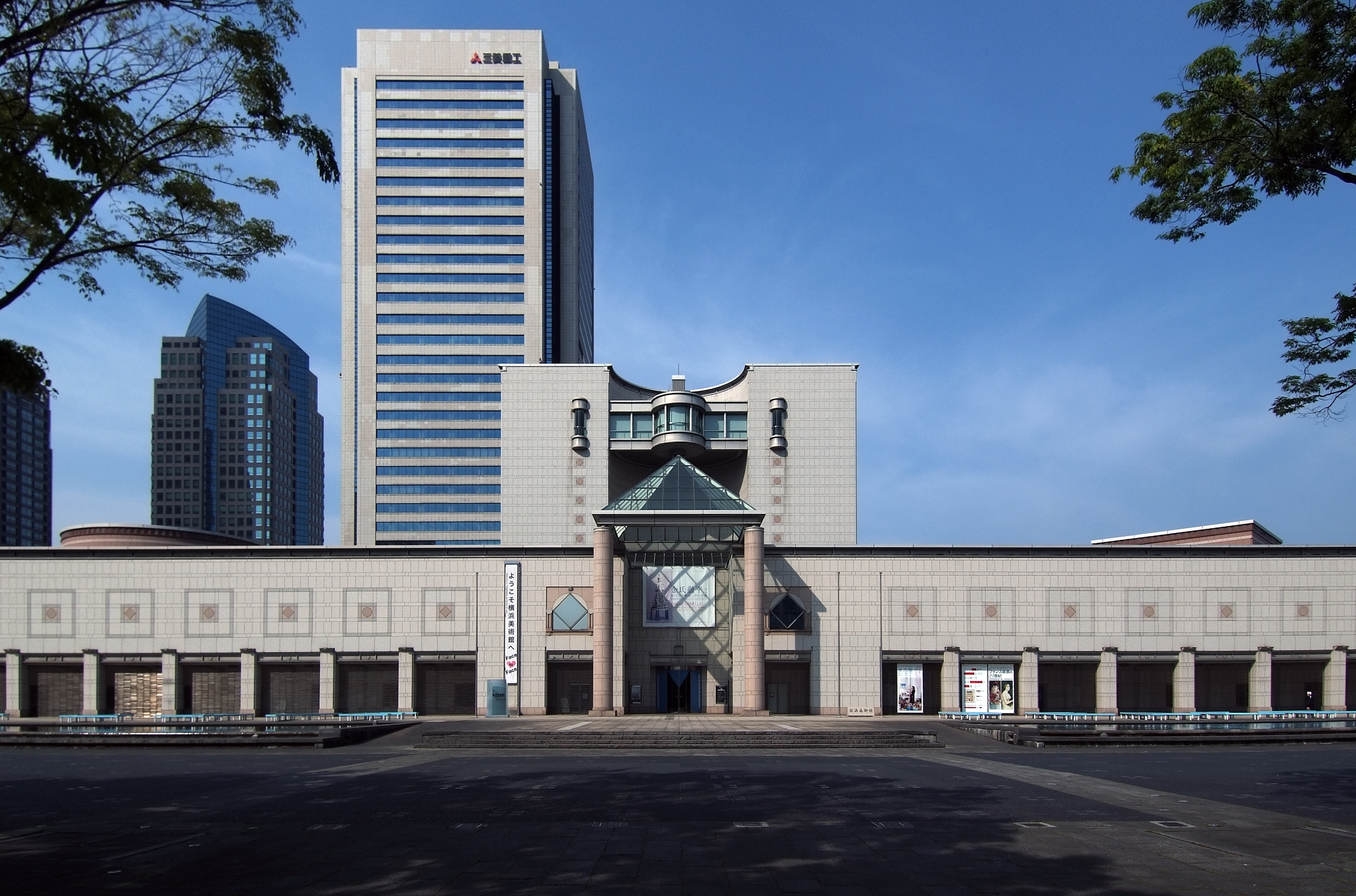
横滨美术馆

横滨美术馆（日语：／ Yokohama Bijutsukan */?）是一座位于日本横滨市的博物馆。

## 历史
1989年11月3日建成开馆，位于神奈川县橫濱市西区港未來3-4-1，建筑面积26,829平方米。由丹下健三都市建筑设计事务所设计。